# Hans Nyström (barn- och ungdomspsykiater)
Hans Gunnar Gösta Nyström, född 24 november 1928 i Jönköping, död 28 oktober 2020 i Stockholm, var en svensk barn- och ungdomspsykiater.
Nyström, som var son till förste stadsläkare Gösta Nyström och gymnastikdirektör Dagmar Lundin, avlade studentexamen i Jönköping 1947, blev medicine kandidat vid Uppsala universitet 1951 och medicine licentiat vid Karolinska Institutet i Stockholm 1956. Han var tillförordnad underläkare vid barnpsykiatriska och psykiatriska klinikerna på Karolinska sjukhuset 1956–1959, förste underläkare vid Barnbyn Skå 1956–1957, tillförordnad underläkare vid barnpsykiatriska kliniken på Kronprinsessan Lovisas barnsjukhus 1959–1960, extra läkare vid barnkliniken i Borås 1960–1962, biträdande överläkare vid barnpsykiatriska polikliniken på Göteborgs barnsjukhus 1962–1966, tillförordnad underläkare vid barnpsykiatriska kliniken där 1966–1968 och överläkare vid barn- och ungdomspsykiatriska kliniken på Norrköpings lasarett från 1968. Hans Nyström är begraven i sina farföräldrars grav på Madesjö kyrkogård.